# Latgale
Latgale vagy Latgallia (Latgalul:: Latgola; lengyelül: Łatgalia; németül: Lettgallen; oroszul: Латгалия) egy Lettország öt etnográfiai és földrajzi egysége közül.

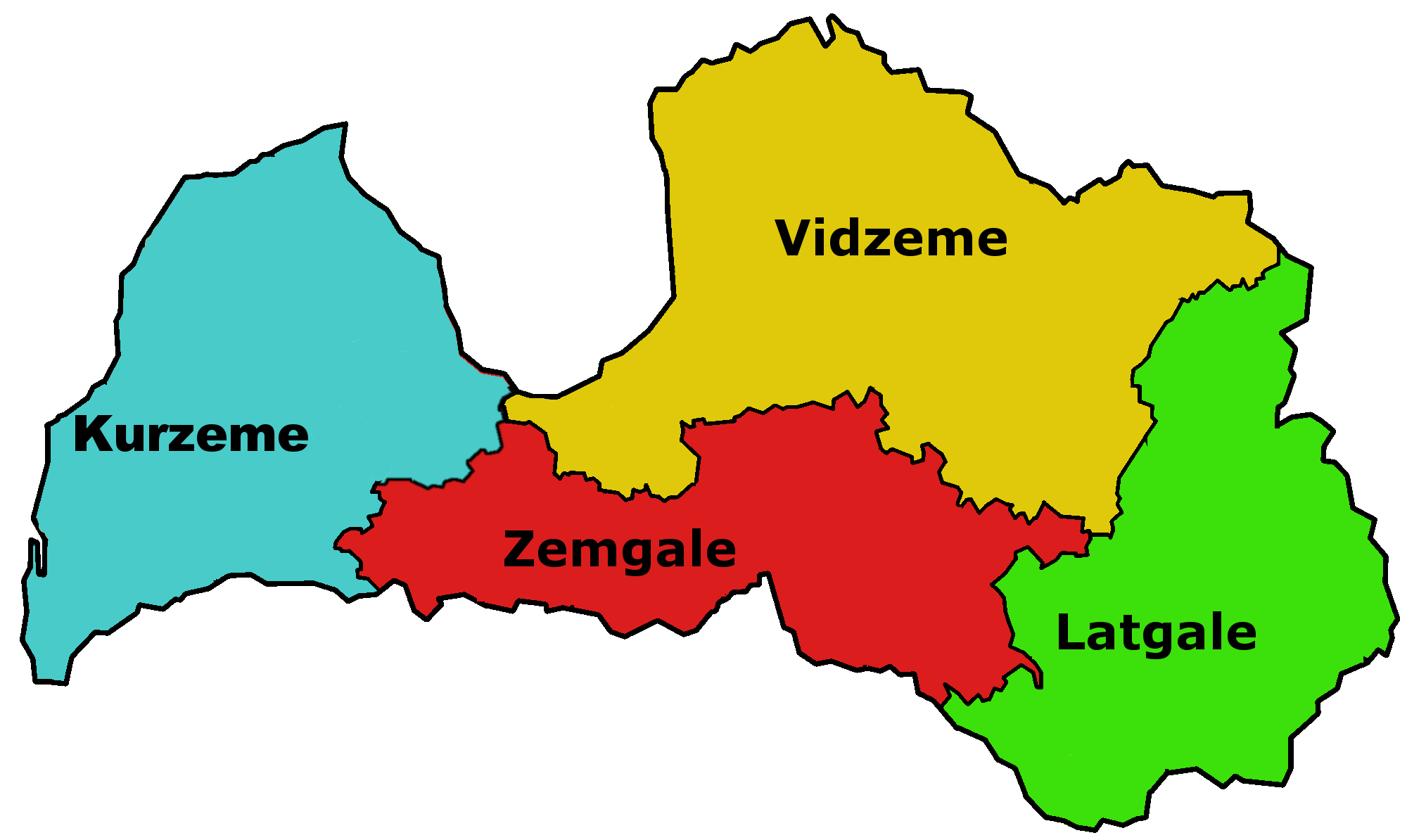
Lettország történelmi tájegységei

## Fekvése
Lettország legkeletebbi, a Pededze, az Aiviekste és a Daugava. folyók a belarusz, orosz határ által határolt legkeletibb tájegysége. A történelmi Latgale átnyúlik Oroszország területére, és Jaunlatgale (kb. 1200 négyzetkilométer) és pár település hovatartozása jelenleg is határvitát képez Oroszország és Lettország között.
Latgalét a kék tavak földjének hívják. Közel ezerre tehető számuk és Latgaleben találhatók Lettország legnagyobb (Lubans és Razna tavak) és legmélyebb tavai (Dridzi tó, 65,1 m).

## Városok
Történelmi fővárosa és központja Daugavpils. Jelentősebb városok: Kraslava, Ludza, Preili, Rezekne, Jekabpils, Madona.

## Története
A jelenlegi Latgale területének őslakói a latgalok. A földjükön átfolyó Daugava Európa ősi kereskedelmi útvonalainak egyike, így a latgalok kereskedtek és kapcsolatban álltak Bizánccal, a Római Birodalommal és az arabokkal.
A 10–12. században Jersika és Atzele néven törzsi fejedelemségek voltak a területen. A 12. században foglalták el a területet a Német Lovagrendhez és Livóniához csatolták.
A 16. században Latgale is a reformáció hatása alá került, azonban 1561-ben a Lengyel királyság részévé vált és ennek hatására Latgele megmaradt katolikus államnak. Jelentős volt a lengyel asszimiláció.
A Svéd-lengyel háborút követően lengyel fennhatóság alatt maradt. Lettország e része ettől kezdődően önálló fejlődésen ment át. Ennek a fejlődésnek két fő jellemzője a katolicizmus és a lengyel ortográfián alapuló írás.
1772-ben Latgale az Orosz Birodalom részévé vált. Kezdetben az oroszok közvetlenül nem avatkoztak be az ország életébe. Azonban az 1831-es lengyel felkelést követően minden ami orosz szempontból lengyel eredetűnek számított (a katolicizmus, a latgal nyelvű írás) tilalom alá került. 1864-től 1904-ig a latin betűs írást is betiltották.
1917-ben a Rezekne-i kongresszuson Latgale vezető politikai személyiségei az ország Lettországhoz történő csatlakozása mellett döntöttek. Ez a csatlakozás jogilag 1920-ban valósult meg.

Latgale zászlaja
Latgale címere

## Lásd még
- Lettország

## Külső hivatkozások
- Latgale – Latgola áttekintés lett, angol és orosz nyelven.
- Latgale research center
- a Latgal honlap egy online Latgal-Lett szótárral